# Dario Terios
Dario Terios war ein PKW-Modell der japanischen Automobilmarke Toyota für den Markt der Volksrepublik China, das jedoch ohne Herstellernamen vertrieben wurde. Einziger Hinweis ist das Unternehmensemblem auf dem Kühlergrill.
Der Dario Terios wurde im März auf dem chinesischen Markt als Ersatz des bereits technisch veralteten Unser eingeführt. Durch das kompaktere Design und die modernere Linienführung sollte sich das Modell vor allem in den Großstädten an den Kunden bringen lassen. Die Zielgruppe waren vor allem junge Personen. Mit einer groß angelegten Werbeaktion wollte Toyota den Dario Terios einen Erfolg bescheren. Doch auf Grund einer geringen Produktionskapazität (maximal 15.000 Einheiten/Jahr) wurde das Modell ein wirtschaftlicher Misserfolg. Die Kunden wichen auf Modelle anderer Marken aus. Doch trotz dieses Verlustes baute Toyota sein Werk nicht aus oder modernisierte dieses. 2006 lief die Produktion des Dario Terios letztlich aus.
Erhältlich war der Dario Terios lediglich mit einem 1298 cm³ Hubraum großen 4-Zylinder-Ottomotor mit einer Leistung von 66 kW/90 PS.
In Japan wurde der Dario Terios ebenfalls gefertigt. Jährlich rollten 7.000 Exemplare des Modells vom Band. Obwohl hier eine stärkere Motorisierung mit 84 kW/112 PS zur Auswahl stand, floppte der Wagen auch hier. Aus dem offiziellen Modellprogramm Japans wurde der Dario Terios 2003 schließlich gestrichen. Da das Modell auch hier bis 2006 produziert wurde, exportierte man die meisten Modelle nach Malaysia. Nur wenige Fahrzeuge verblieben in Japan. Die Schwestermodelle Toyota Cami, Daihatsu Terios und Daihatsu Terios Kid erfreuten sich auf dem Heimatmarkt eines größeren Interesses. Ein Nachfolgemodell wurde daher bereits von vornherein ausgeschlossen.